# La Ligne de partage des eaux
Pour plus de détails, voir Fiche technique et Distribution.
La Ligne de partage des eaux est un documentaire de Dominique Marchais sorti en 2014.

## Fiche technique
- Titre : La Ligne de partage des eaux
- Réalisation : Dominique Marchais
- Scénario : Dominique Marchais
- Photographie : Claire Mathon et Sébastien Buchmann
- Montage : : Jean-Christophe Hym et Camille Lotteau
- Son : Mikaël Kandelman
- Montage son et mixage : Mikaël Barre
- Pays d'origine :  France
- Production : Zadig Films - Arte France Cinéma
- Genre : documentaire
- Durée : 104 minutes
- Date de sortie : 23 avril 2014
- Visa d'exploitation : 130686